# Lucăcești, Suceava
Lucăcești (germană Lukaczestie, maghiară Lukácsfalva) este un sat în comuna Drăgoiești din județul Suceava, Bucovina, România.

## Istoric
Satul Lucăcești se află pe drumul județean DJ 209C, la aproximativ 20 km sud-vest de municipiul Suceava și la 20 km est de orașul Gura Humorului.
Lucăcești este atestat documentar într-un uric emis la 3 decembrie 1462, când, pentru că se pierduseră uricele lui Drăgoi Viteazul pentru satele Drăgoiești, Lucăcești, Botești și Căcăceani, Ștefan cel Mare (1457-1504) întărește aceste moșii lui Lațco, ginerele lui Romașco și nepotul lui Drăgoi Viteazul. De la Lațco, moșia a trecut apoi la sora lui Lațco, Vasutca, jupâneasa lui Stanciul aurarul, fiind întărită printr-un uric la 24 septembrie 1498.
Lucăcești, Drăgoiești, Botești și Căcăceani au fost dăruite la 5 aprilie 1558 Mănăstirii Voroneț de către monahul Teodosie și sora lui, Odochița, copiii lui Drăgoi, feciorul Vasutcăi și al lui Stanciu aurarul.
Destinul Lucăceștilor este apoi același cu cel al satului Măzănăești, din care face parte și după organizarea comunelor în Bucovina, ce a avut loc în anul 1785.

## Recensământul din 1930
Componența etnică a satului Lucăcești
     Români (94%)
     Germani (4,5%)
     Evrei (1,5%)
Componența confesională a satului Lucăcești
     Ortodocși (94%)
     Romano-catolici (3,25%)
     Mozaici (1,5%)
     Evanghelici\Luterani (1,25%)
Conform recensământului efectuat în 1930, populația satului Lucăcești se ridica la 531 locuitori. Majoritatea locuitorilor erau români (94,0%), cu o minoritate de germani (4,5%) și una de evrei (1,5%). Din punct de vedere confesional, majoritatea locuitorilor erau ortodocși (94,0%), dar existau și romano-catolici (3,25%), mozaici (1,5%) și evanghelici\luterani (1,25%).

## Obiective turistice
- Biserica de lemn din Lucăcești - construită în perioada 1890-1891 în centrul satului.

## Personalități
- Francisc Augustin (1906 - 1983), cleric romano-catolic, deputat în Marea Adunare Națională, deținut politic